# ویندوراک (آریزونا)
ویندوراک (به انگلیسی: Window Rock) یک منطقهٔ مسکونی در ایالات متحده آمریکا است که در شهرستان آپاچی، آریزونا واقع شده‌است. ویندوراک ۱۳٫۷۰ کیلومتر مربع مساحت و ۳٬۰۲۳ نفر جمعیت دارد و ۲٬۰۸۲ متر بالاتر از سطح دریا واقع شده‌است.